# Čierny vrch (997 m)
Čierny vrch (997 m n.p.m.) – szczyt w Nitrickich Wierchach, jednostce Gór Strażowskich, w Centralnych Karpatach Zachodnich na Słowacji.

## Położenie
Leży w północnej części Nitrickich Wierchów, w ich głównym grzbiecie. Na północy od szczytu Suchego Wierchu (1028 m n.p.m.), najwyższego szczytu Nitrickich Wierchów, oddziela go Sedlo pod Čiernym vrchom (785 m n.p.m.). Na południu płytkie siodło (ok. 920 m n.p.m.) oddziela go od niewybitnego szczytu Veľká Homoľa (976 m n.p.m.). Grzbietem przez szczyt przebiega granica powiatów Prievidza (na wschodzie) oraz Bánovce nad Bebravou (na zachodzie). Szczyt ten dominuje od zachodu nad wsią Rudnianska Lehota w dolinie Nitricy, zaś od wschodu nad wsią Kšinná w dolinie Radišy.

## Geologia
Masyw Čierneho vrchu posiada urozmaiconą budowę geologiczną. Południową część masywu budują brekcje, zlepieńce i piaskowce tzw. serii terchowskiej, pochodzące z paleogenu. Północną część budują hercyńskie granitoidy (karbon-perm) – leukogranity i granity z żyłami aplitów i gniazdami pegmatytów, a także starsze paleozoiczne skały metamorficzne, głównie paragnejsy. Kopułę szczytową i część zachodnich zboczy (m.in. Kamenská skala) budują skały węglanowe, głównie szare i ciemnoszare, margliste wapienie, ale także margle i margliste łupki z przełomu jury i kredy, z lokalnymi wkładkami ciemnoszarych wapieni tzw. guttensteinskich ze środkowego triasu.

## Charakterystyka
Masyw Čierneho vrchu jest znacznie rozczłonkowany. Zarówno jego wschodnie jak i zachodnie zbocza rozdzielają się na liczne boczne grzbiety, rozdzielane głębokimi, wąskimi i często krętymi dolinkami. Praktycznie cały masyw góry jest zalesiony. W drzewostanach dominują buk i świerk. Sam wierzchołek Čierneho vrchu nie jest zalesiony, jednak otaczające go drzewa uniemożliwiają obejrzenie pełnej, dookolnej panoramy. Widać stąd fragmentarycznie części Gór Strażowskich, m.in. pasmo Małej Magury i Rokoš, a także części Małej i Wielkiej Fatry. Na wierzchołku stoi drewniany krzyż z Bożą Męką, otoczony płotkiem oraz drogowskaz turystyczny z puszką, zawierającą książkę wpisów. Na szerokiej przełęczy na północ od szczytu (Sedlo pod Čiernym vrchom) wznosi się masywna wieża przekaźnika telewizyjnego.

## Turystyka
Szczyt jest często odwiedzany przez turystów. Biegnie przezeń czerwono  znakowany szlak turystyczny, biegnący wzdłuż całego grzbietu Nitrickich Wierchów. Dodatkowo przez położoną ok. 750 m na północ od wierzchołka polanę (słow. Kšinianska poľana) przechodzi, z miejscowości Nitrianske Rudno w dolinie Nitricy (na wschodzie) do wsi Kšinná w dolinie Radišy (na zachodzie) szlak znakowany kolorem  zielonym.
W latach 70. i 80. XX w. na polanie, usytuowanej pod szczytem od strony północno-wschodniej, funkcjonował zimą stok narciarski z niewielkim wyciągiem narciarskim, wybudowanym tu przez członków TJ Spartak Bánovce nad Bebravou.